# Edyta Sibiga
Edyta Sibiga (ur. 16 lutego 1977) – polska lekkoatletka, specjalizująca się w skoku w dal, medalistka mistrzostw Polski.

## Kariera sportowa
Była zawodniczką AZS Gdańsk.
Na mistrzostwach Polski seniorek na otwartym stadionie zdobyła dwa medale w skoku w dal: srebrny w 1999 i brązowy w 2000. W halowych mistrzostwach Polski seniorek wywalczyła jeden medal w skoku w dal: srebrny w 1999. 
Reprezentowała Polskę na  młodzieżowych mistrzostwach Europy w 1999, gdzie w skoku w dal zajęła 12. miejsce, z wynikiem 5,61.
Rekord życiowy w skoku w dal: 6,48 (5.09.1998).